# Cerberilla potiguara
Cerberilla potiguara is een slakkensoort uit de familie van de Aeolidiidae. De wetenschappelijke naam van de soort is voor het eerst geldig gepubliceerd in 2010 door Padula & Delgado.